# ماريسول إيسكوبار
ماريسول إسكوبار (بالإنجليزية: Marisol Escobar)‏ (22 مايو 1930 - 30 أبريل 2016) هي نحاتة مولودة في باريس من أصل فنزويلي، عاشت في أوروبا والولايات المتحدة وكراكاس.
انتقل والدها وهي في سن السادسة عشرة إلى لوس أنجلوس بعد الحرب العالمية الثانية، حيث بدأت دراسة الرسم. وبدأت الرسم في سن المراهقة. وكان أبرز أساتذتها عميد التعبيرية التجريدية هانز هوفمان. وفي عام 1951 قررت التخلي عن الرسم واتجهت إلى النحت. وكان أول معرض لها في نيويورك عام 1958 وحظي بنجاح.

## روابط خارجية
- ماريسول إيسكوبار على موقع الموسوعة البريطانية (الإنجليزية)